# Бланшар, Шарль Эмиль
Шарль Эмиль Бланшар (фр. Charles Émile Blanchard; 1819—1900) — французский зоолог и энтомолог.

## Биография
Отец Бланшара был художником и натуралистом, благодаря чему его сын очень рано познакомился с естественной историей. Когда Бланшару исполнилось 14 лет, Жан Виктор Одуэн (1797—1841) предоставил ему доступ в лабораторию Музея естественной истории в Париже.
С 1844 по 1847 год он сопровождал Анри Мильна-Эдвардса (1800—1885) и Жана Луи Армана де Катрфажа де Брео (1810—1892) в экспедиции по изучению биологии океана в Италию и Сицилию.
10 февраля 1862 года Бланшар стал членом секции анатомии и зоологии Академии наук, а в 1883 году — президентом Академии.

## Даты жизни
О датах рождения и смерти Бланшара сведения расходятся. В то время как многие источники указывают 7 марта 1819 года и 11 февраля 1900, другие источники указывают дату смерти 12 февраля 1900.

## Труды
- Histoire naturelle des insectes orthoptères, neuroptères, etc. (1840)
- Histoire des insectes (1845)
- L’organisation du règne animal (38 Aufsätze, 1851—1864)
- Zoologie agricole (1854—1856) Diese Arbeit ist bemerkenswert, da sie sehr präzise die Schädlinge darstellt. Das Werk wurde durch seinen Vater bebildert.
- Preuve de la formation récente de la Méditerranee, (in Comptes rendus des Sciences, 1881)